# Omgebogen vetkruid
Omgebogen vetkruid (Sedum cepaea) is een meestal eenjarige plant die behoort tot de vetplantenfamilie. 
De soort komt van nature voor in de bergstreken van Midden- en Zuid-Europa. In Nederland is de soort een aantal keren verwilderd aangetroffen op muren, voor het laatst in 1938. De soort staat op de Nederlandse Rode lijst van planten als een soort die in Nederland niet meer aanwezig is. Omgebogen vetkruid is onder de ooit in Nederland aangetroffen Sedum-soorten onmiskenbaar door haar eenjarigheid en aan de vlakke bladeren die geheel gaafrandig zijn. De plant komt van nature voor in Eurazië. Het aantal chromosomen is 2n = 20.
De plant wordt 10-40 cm hoog. Omgebogen vetkruid heeft vlakke, fijn behaarde, tot 3 cm lange bladeren, die tegenover elkaar of in kransen van drie of vier groeiende bladeren staan en die naar boven toe smaller worden. De onderste bladeren zijn omgekeerd eirond en de bovenste lijnvormig tot wigvormig.
Omgebogen vetkruid bloeit van juni tot in augustus. De aan de voet liggende bloeistengels staan rechtop met bovenaan de stengel klierharen. De bloeiwijze is een langwerpige, ijle, tot 20 cm lange pluim. De tweeslachtige, tot 1 cm grote bloem heeft lang toegespitste, witachtige tot lichtroze kroonbladen met donkerrode middennerf.
De vrucht is een kokervrucht met 0,5 mm lange en 0,2 mm brede zaden.	

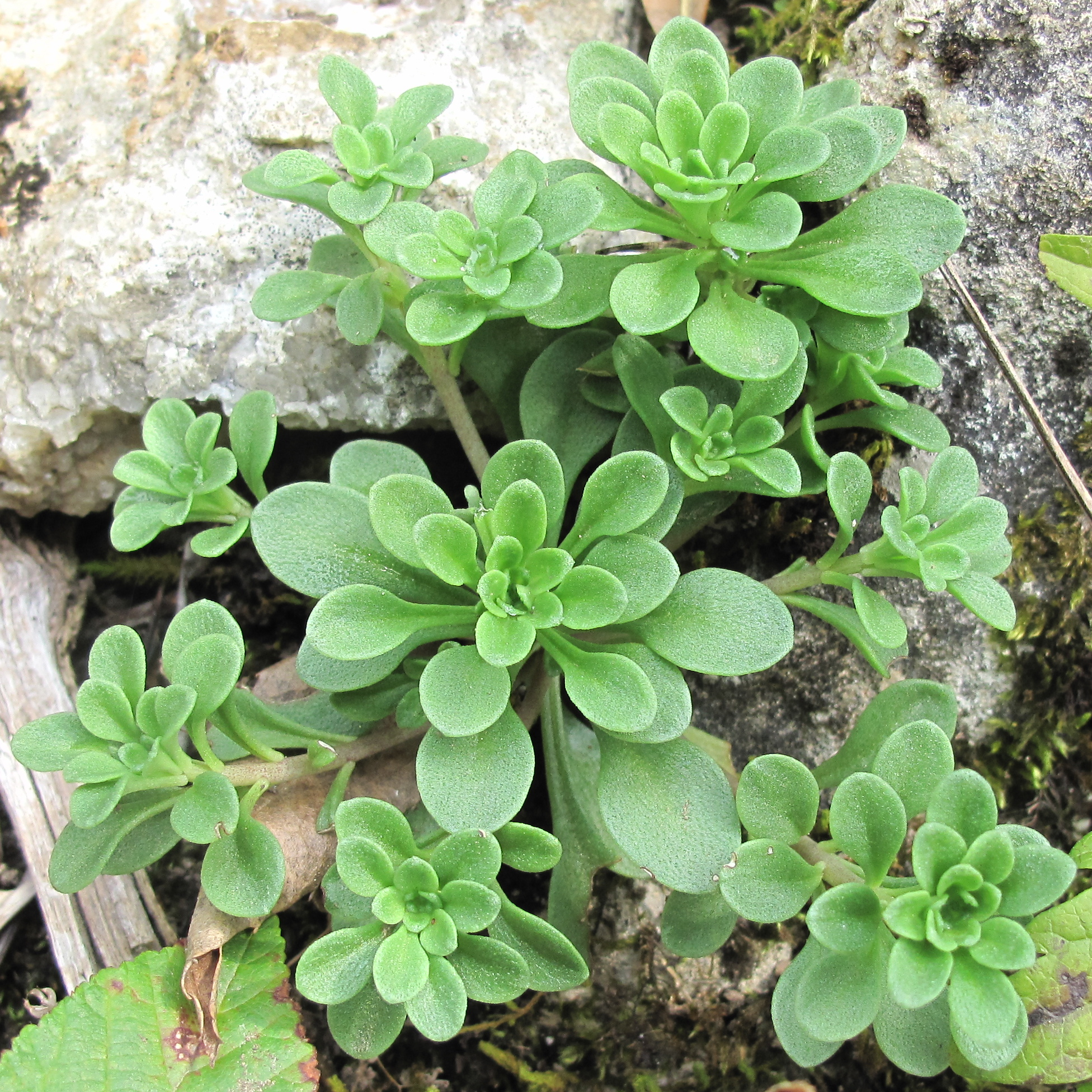
Planten
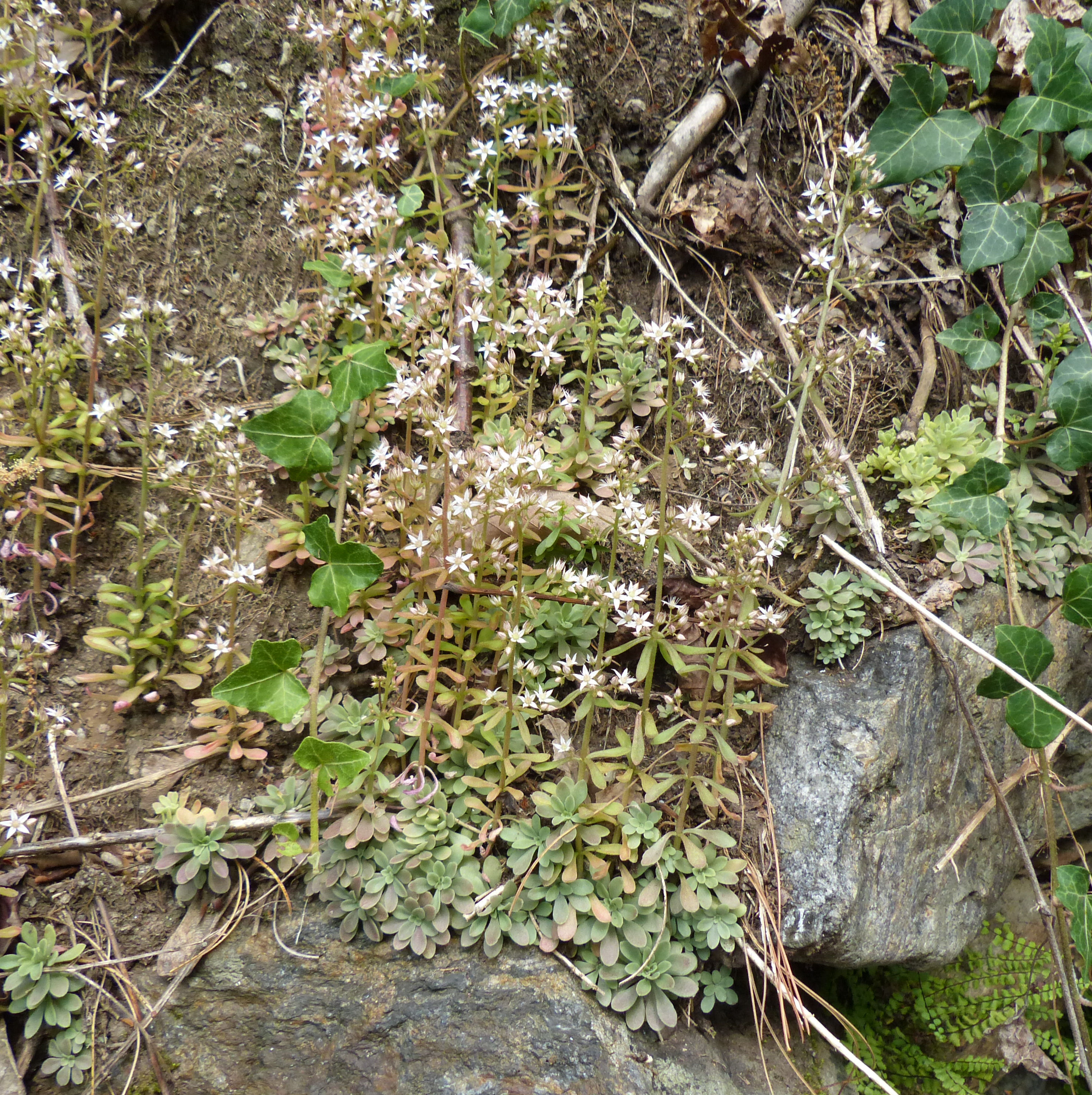
Bloeiende planten
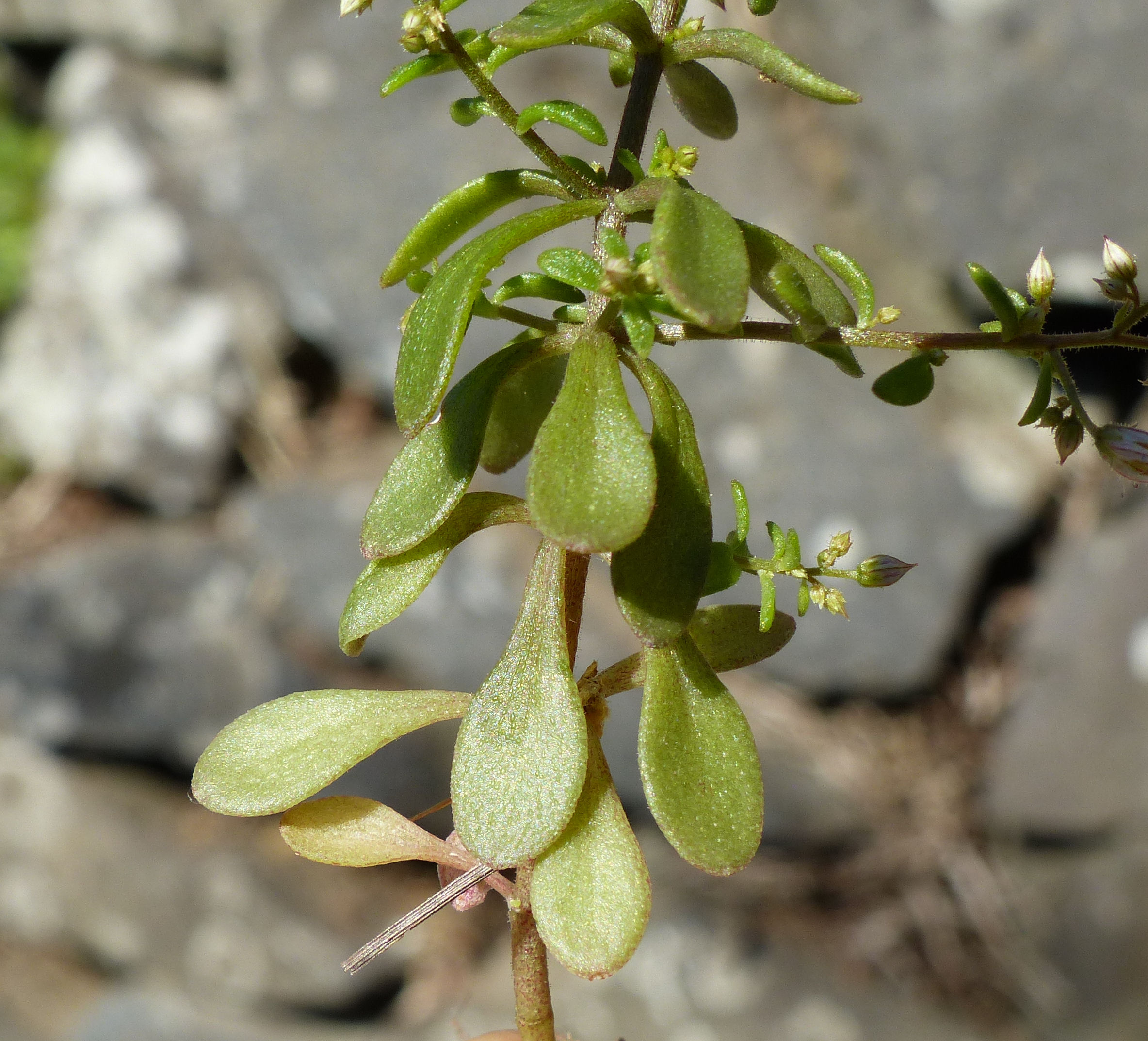
Bladeren
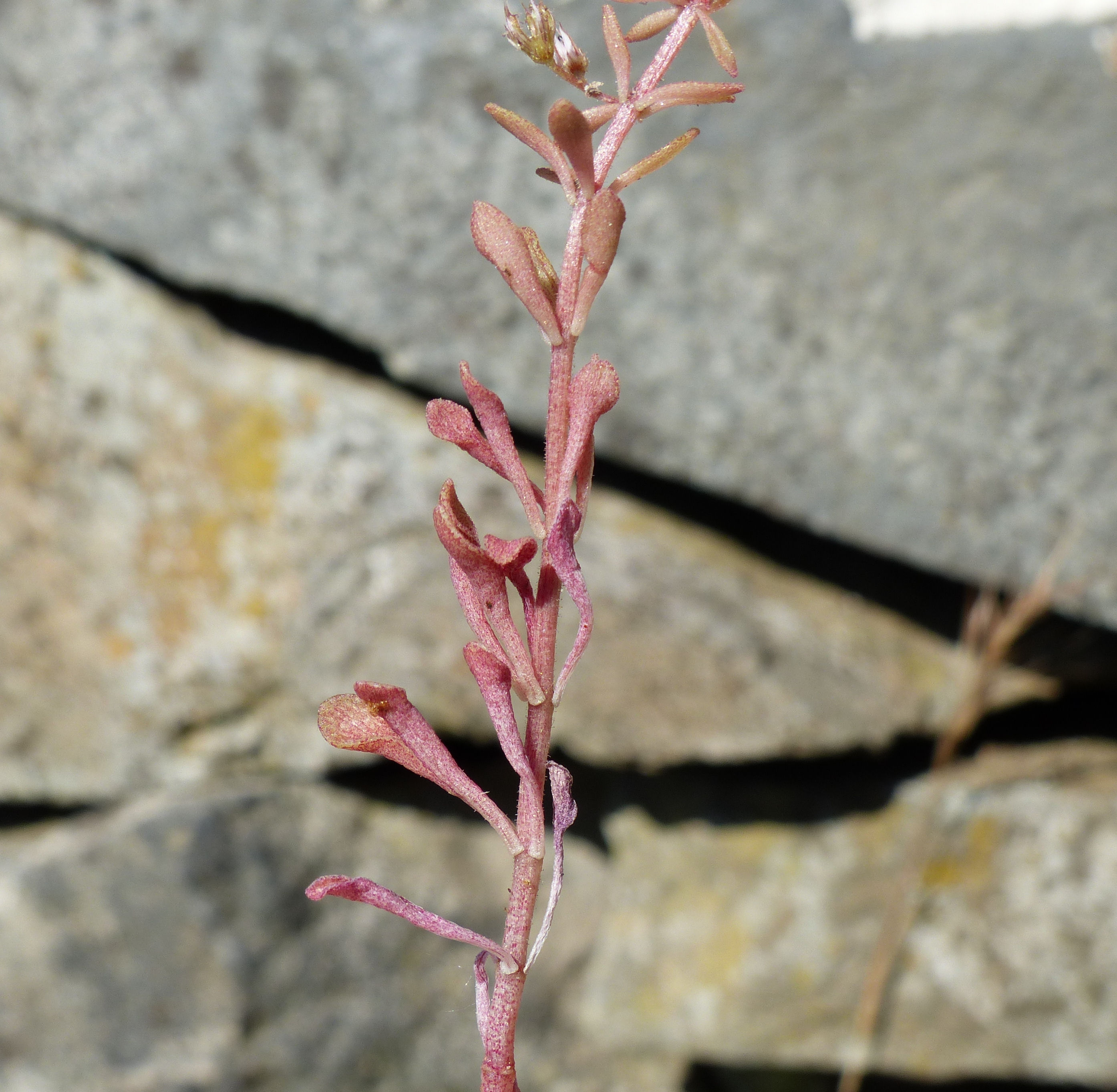
Bladeren
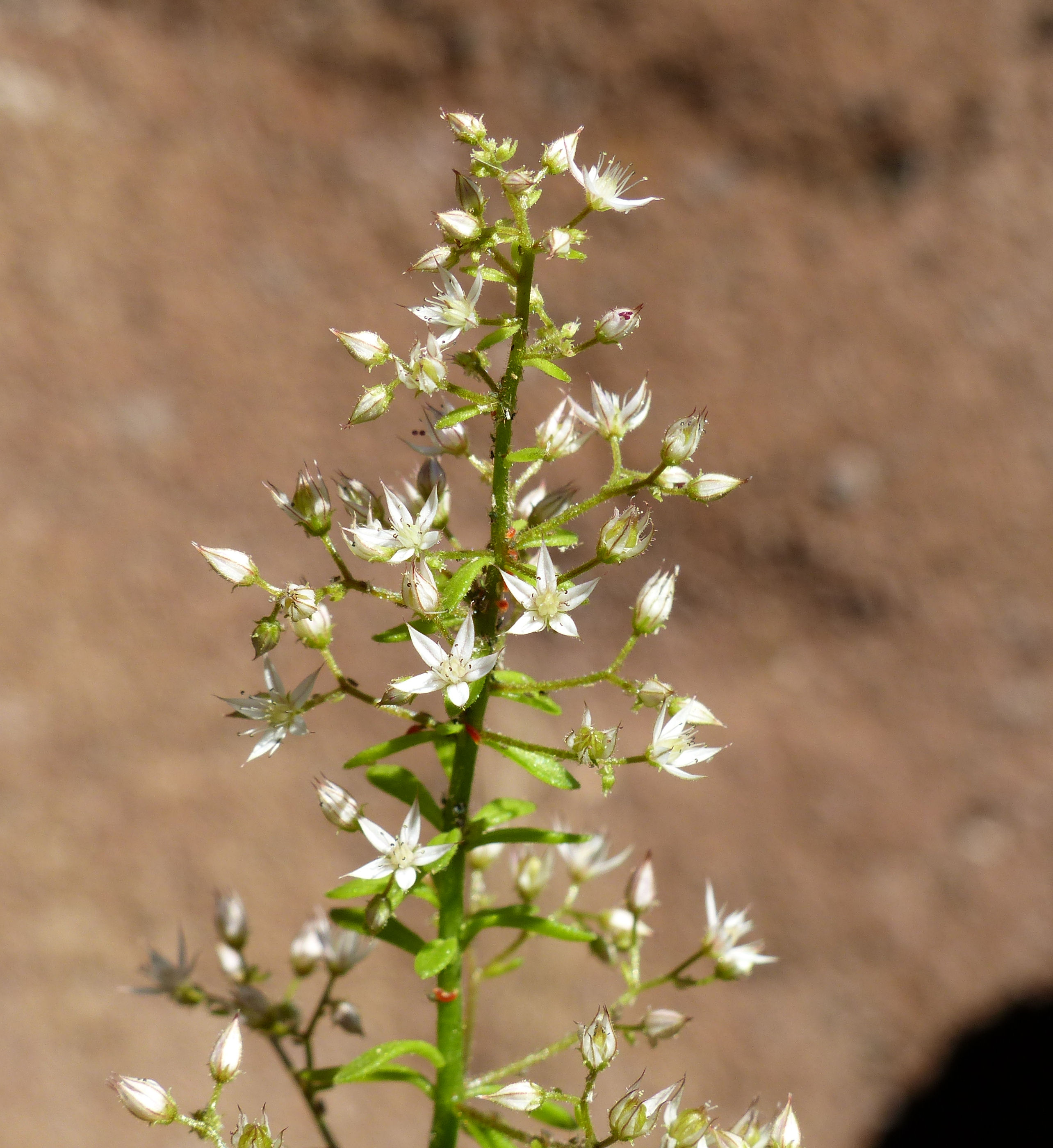
Bloeiwijze
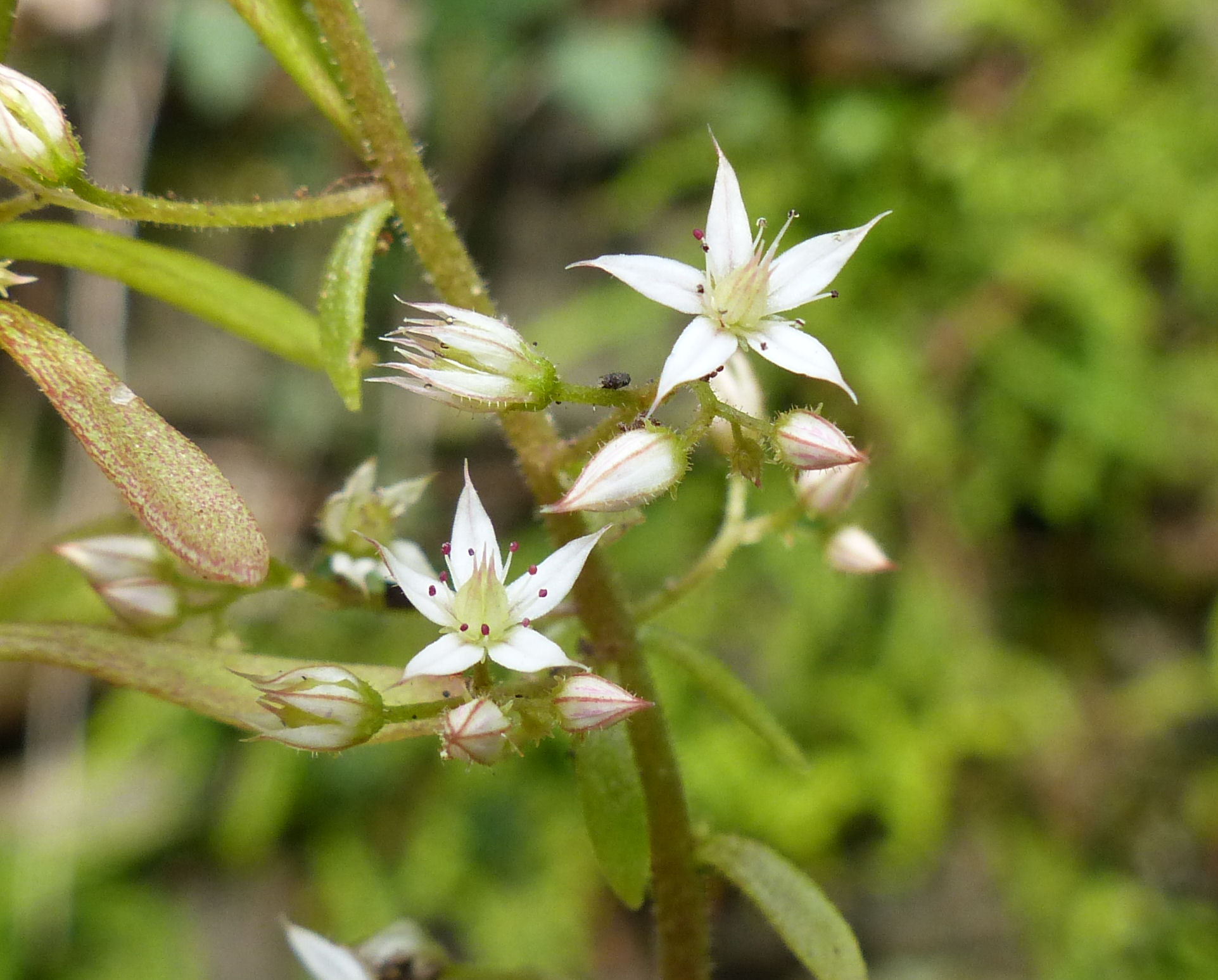
Bloemen

## Voorkomen
Omgebogen vetkruid staat op droge, matig voedselrijke, vaak licht beschaduwde en kalkhoudende mergelgrond of rotsachtige tot stenige plaatsen. De meestal eenjarige (soms tweejarige tot zelfs overblijvende) plant groeit in bossen en op rotsachtige plekken, in zandige bermen, op muren en langs beschaduwde holle wegen en wordt ook als sierplant gebruikt.